# Schloss Colditz

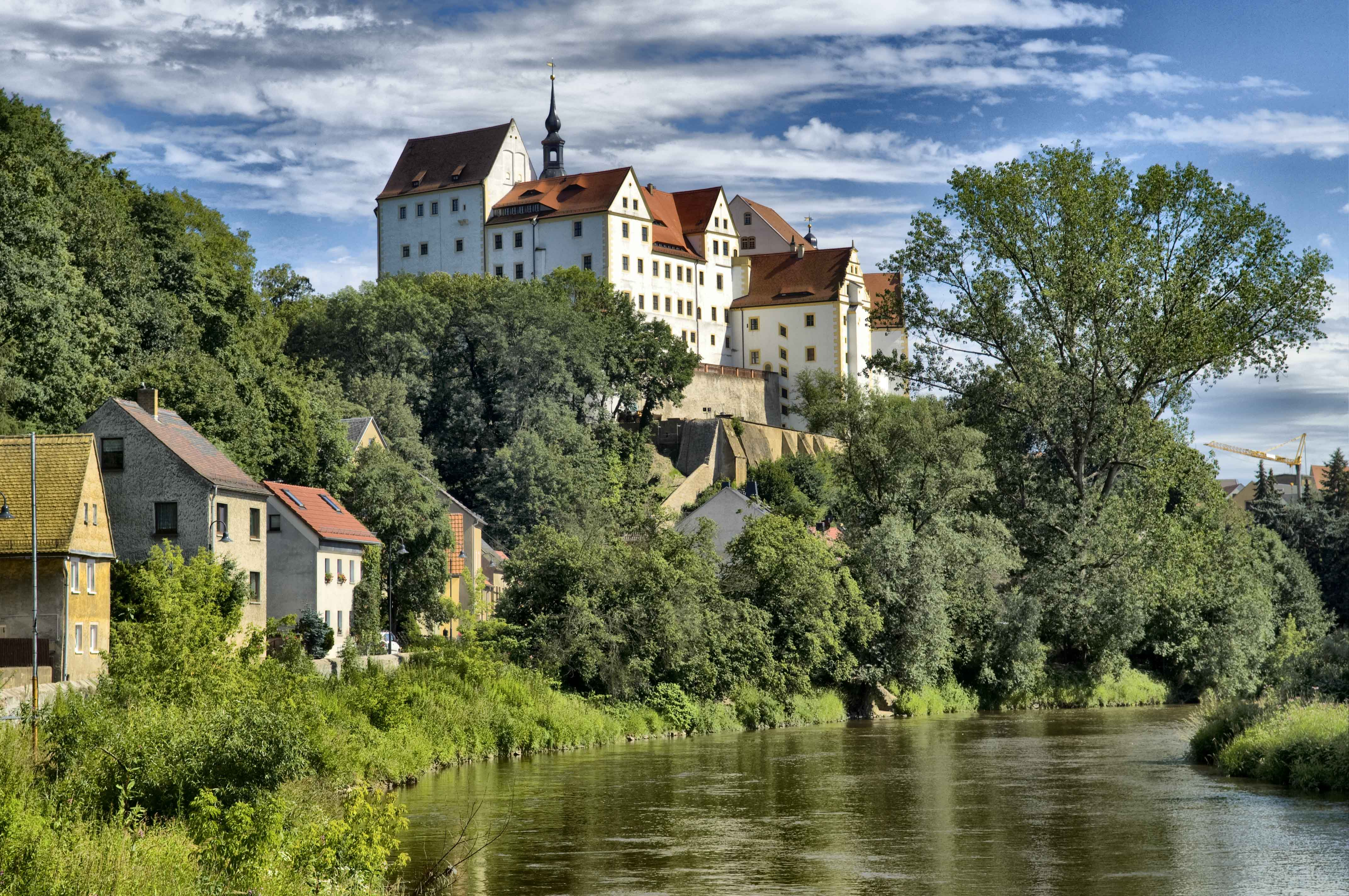
Schloss Colditz an der Zwickauer Mulde im Juli 2011

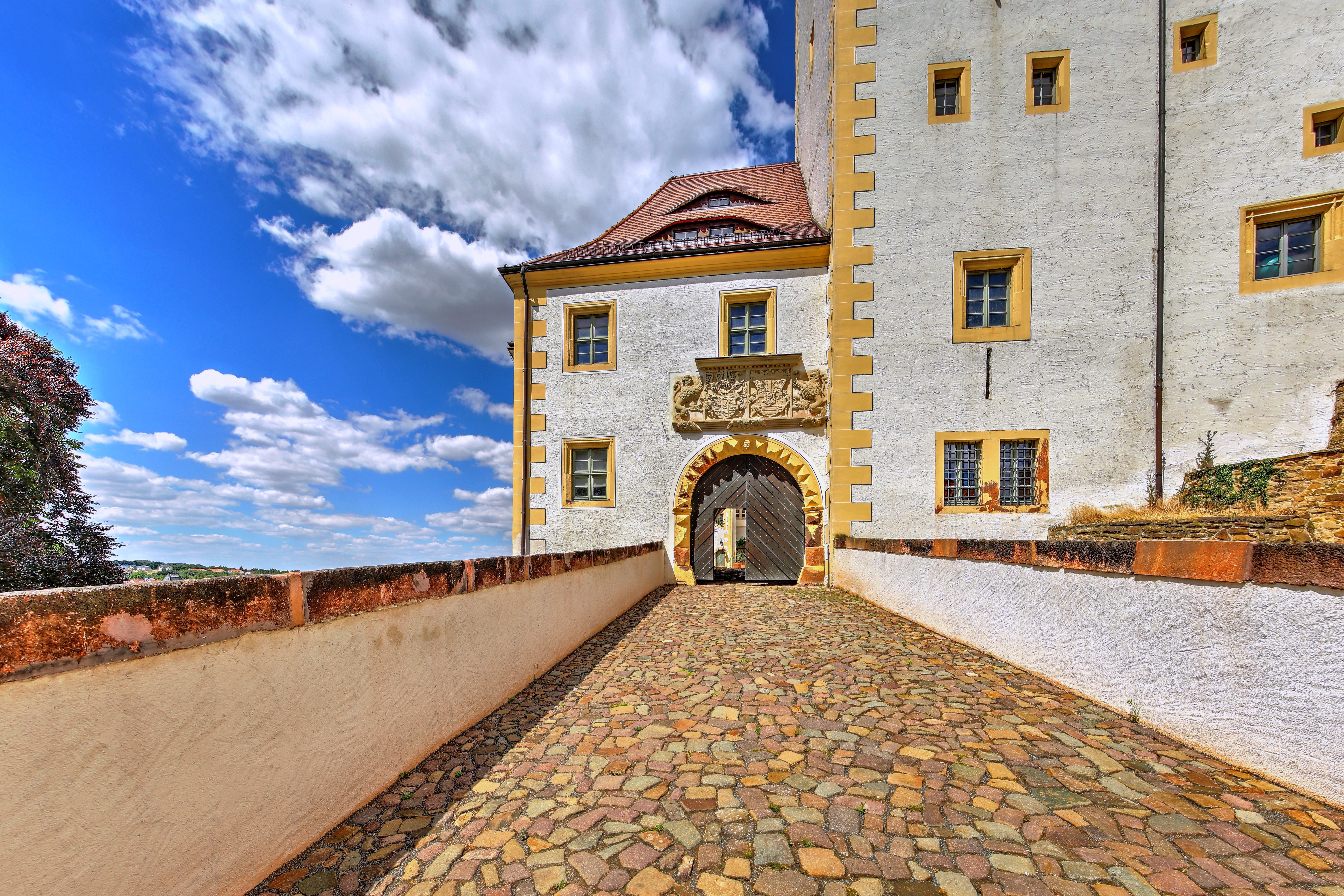
Eingang zu Schloss Colditz mit dem Allianzwappen von August und Anna von der Schlossbrücke aus gesehen im Juli 2022

Schloss Colditz ist ein Renaissance-Schloss auf einem Porphyrfelsen oberhalb der gleichnamigen Stadt Colditz im sächsischen Landkreis Leipzig. Es liegt zwischen Hartha und Grimma in Spornlage über der Zwickauer Mulde.
Schloss Colditz geht auf einen Burgward des Hochmittelalters zurück, der durch die dort ansässigen Adeligen schrittweise ausgebaut wurde. Nach 1404 ließen die Wettiner, vor allem Ernst von Sachsen und Friedrich der Weise, die heute noch im Wesentlichen sichtbare Renaissanceanlage errichten. Um 1600 wurde Schloss Colditz als Witwensitz der Kurfürstinwitwe Sophia mit Lustgärten und kostbarem Interieur erweitert. Die herrschaftliche Nutzung wechselte ab 1803 zur Nutzung als Arbeitshaus und „Irrenanstalt“.
In der Zeit des Nationalsozialismus diente das Schloss zunächst als Konzentrationslager (1933/1934) und schließlich im Zweiten Weltkrieg unter dem Namen Oflag IVc als Kriegsgefangenenlager für alliierte Offiziere im Zweiten Weltkrieg. Die legendären Ausbruchsversuche der Colditzer Kriegsgefangenen haben zu einer populären Rezeption geführt. Einige Fluchttunnel sind noch zu sehen. 1945 wurde Colditz Sammellager für Adelsfamilien und Gutsbesitzer, um diese enteignen zu können. 1946 begannen friedlichere Zeiten mit der Nutzung als Krankenhaus, welches 1996 schloss. Seit 2003 gehört auch Colditz zu den Staatlichen Schlössern, Burgen und Gärten und beherbergt seit April 2024 ein Museum mit neuer Dauerausstellung zur Schlossgeschichte. Eine Jugendherberge und die Landesmusikakademie Sachsen sind im ehemaligen Marstall des Schlosses untergebracht. Schloss Colditz besitzt einen der ersten Tiergärten auf heutigem deutschen Territorium, dessen Ersterwähnung in das Jahr 1523 datiert.

## Baubeschreibung

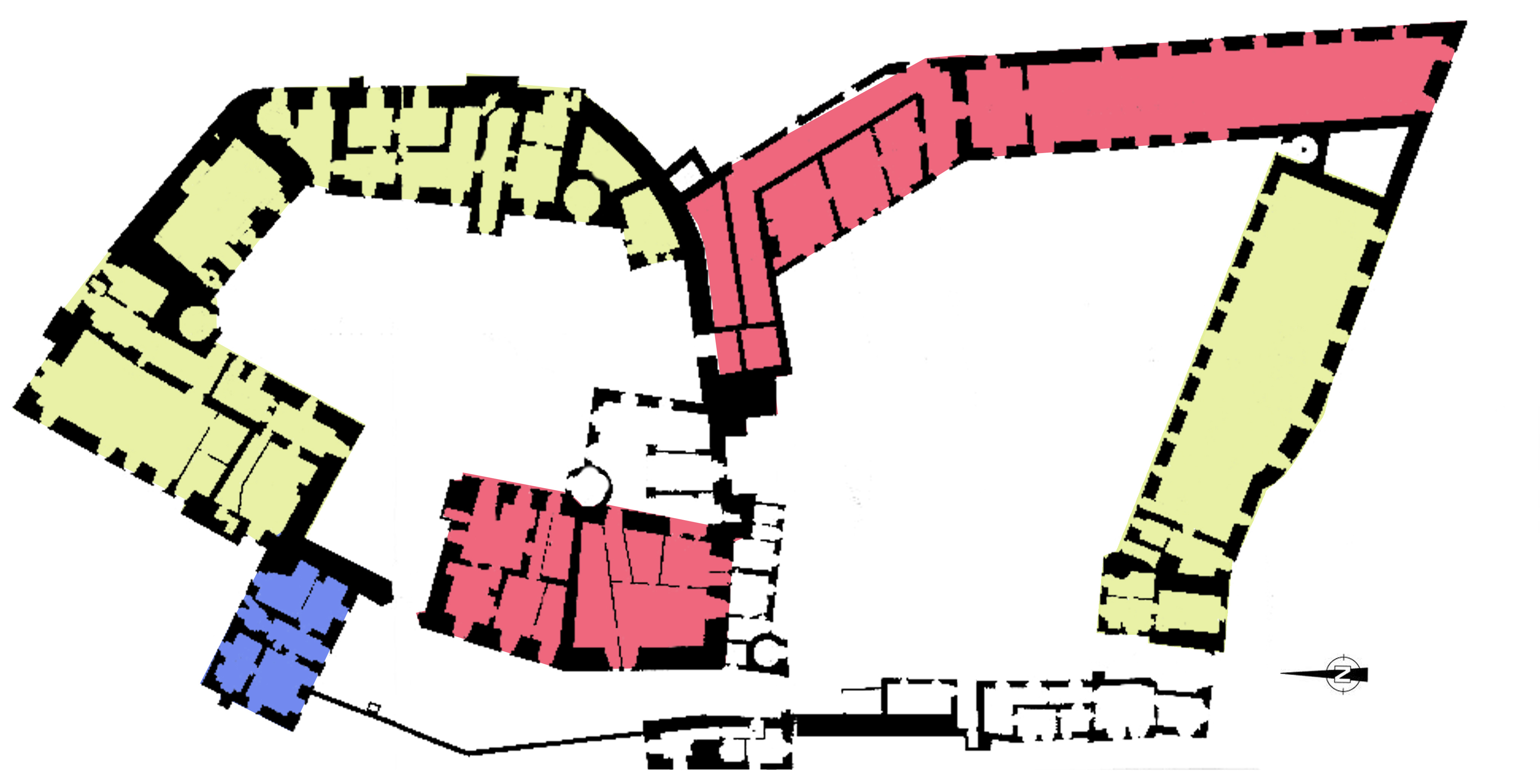
Grundriss der Anlage, gelb Anfang 16. Jh., rot 19. Jh., blau um 1600

Große Teile der Anlage stammen aus der frühen Renaissance (um 1520) unter Einbeziehung spätgotischer Elemente. Die Anlage entstand hauptsächlich in zwei Etappen, dem gotischen Vorgängerbau in Form einer Ringanlage, welche heute noch an der Lage und Aufteilung der Gebäude des Fürstenhofes ablesbar sind und der entscheidenden Bautätigkeit der heute sichtbaren Renaissance-Anlage unter Kurfürst Friedrich dem Weisen, welche mit einer Brücke mit der Stadt Colditz verbunden ist.

### Der Fürstenhof

Der älteste Teil, das Hinterschloss, im Juli 2022

Das hintere Schloss – der Fürstenhof oder auch 2. Hof – ist ein geschlossenes Gebäudeensemble, bestehend aus Keller-, Kirchen, Fürsten-, Küchen und Saalhaus, die sich um einen rechteckigen Hof gruppieren. Der Hauptzugang erfolgt durch ein gotisches Tor, den sogenannten Flüsterbogen, der den Durchgang zwischen früherem Zwinger und hinterem Schlosshof ermöglicht.

#### Kellerhaus
Die im Erdgeschoss bei Grabungsarbeiten freigelegten Mauern stammen aus der romanischen Bauphase und zeigen das Vorhandensein eines möglichen Palas an. Nach Auszug des Krankenhauses 1996 fand man bei Sicherungsarbeiten und Rückbau der neuzeitlichen Sparschalungen im gesamten ersten Obergeschoss zwei übereinanderliegende bemalte Decken. Die frühere der beiden war eine Lehmstakendecke von 1521 (gemalt durch „Hans Jheger aus altenburg und Caspar maler zu grym“) und daruntergehängt eine schachbrettartige Holzkassettendecke von ca. 1590. An den Spitzen der Kartuschen sind Frösche, Vögel, Schnecken und Hasen verteilt.

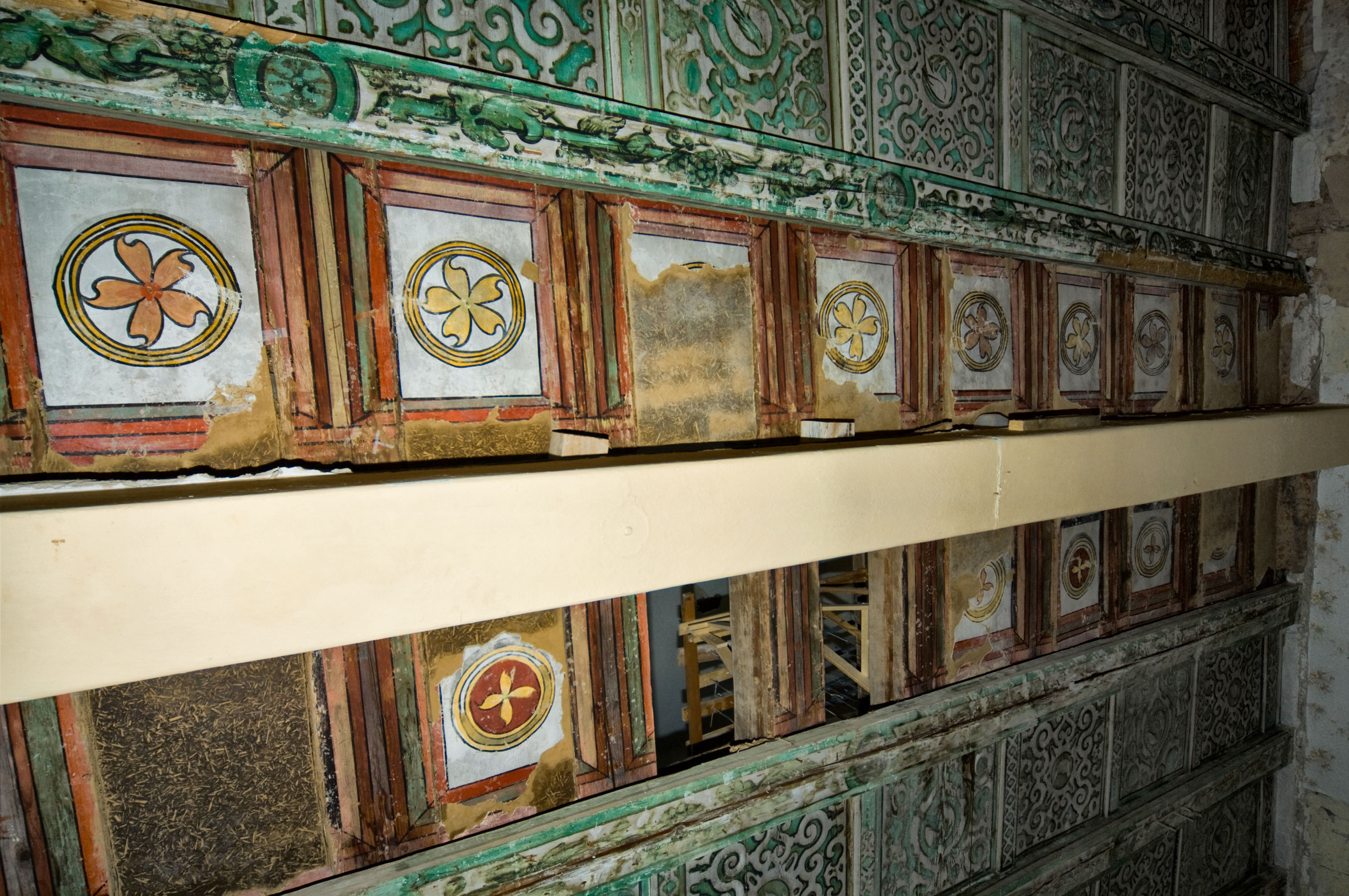
Die zwei übereinander liegenden Decken (1521 und um 1590) des 16. Jahrhunderts im Kellerhaus, Oktober 2005
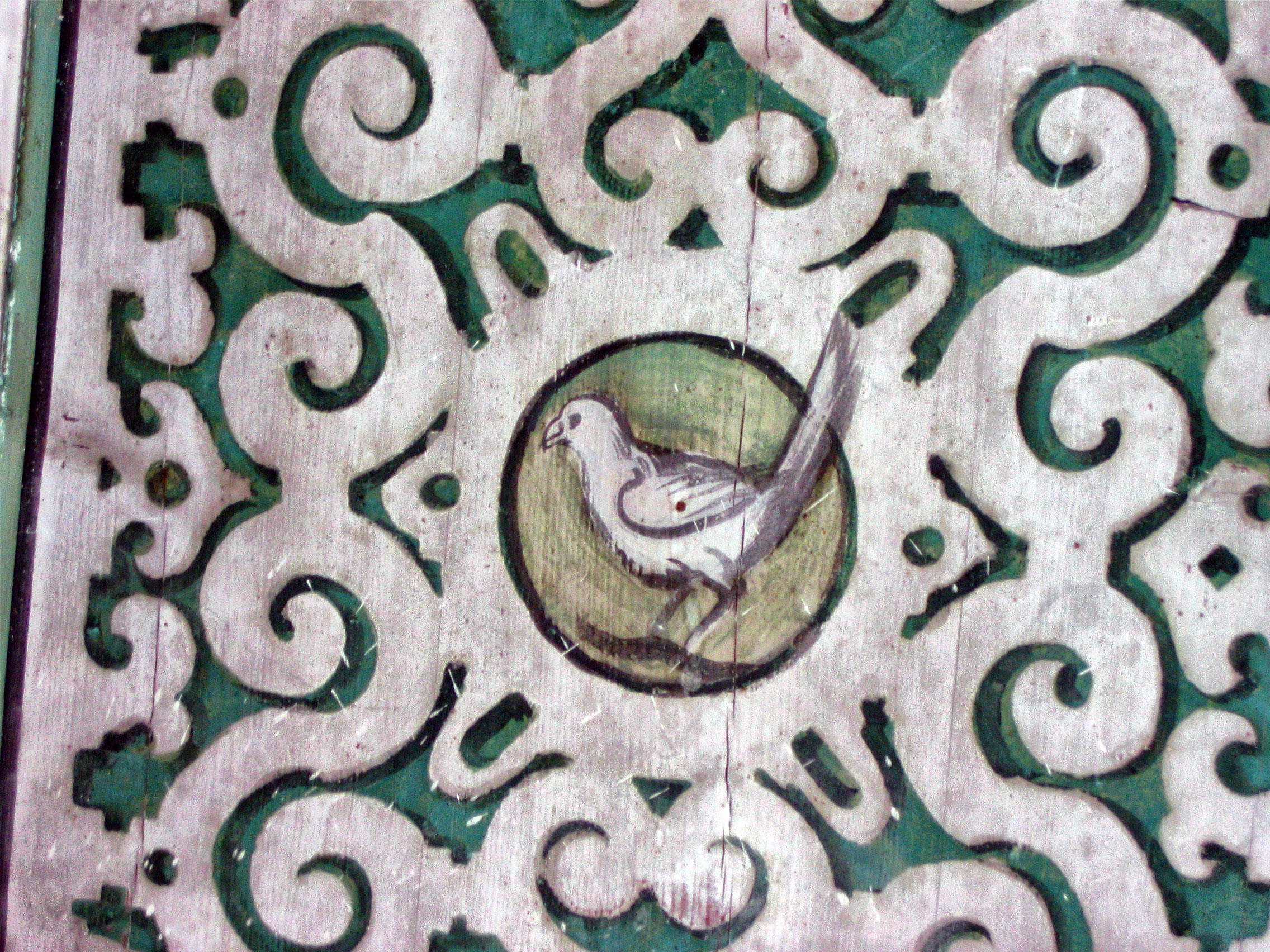
Deckendetail (um 1590) in der Jagdstube Kellerhaus, Oktober 2005
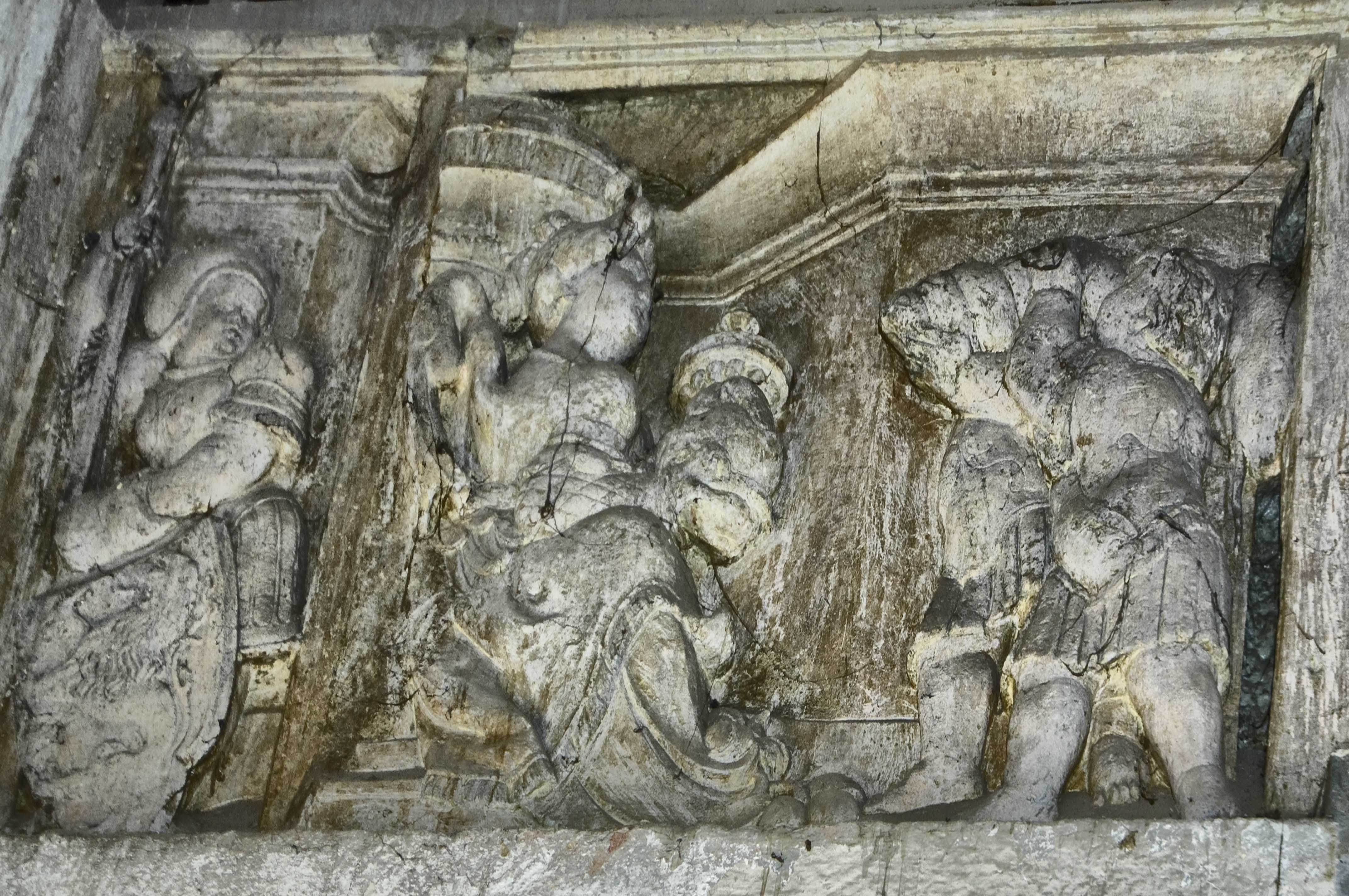
Sandsteinrelief Kellerhaus Wendelstein (16. Jahrhundert)

#### Fürstenhaus

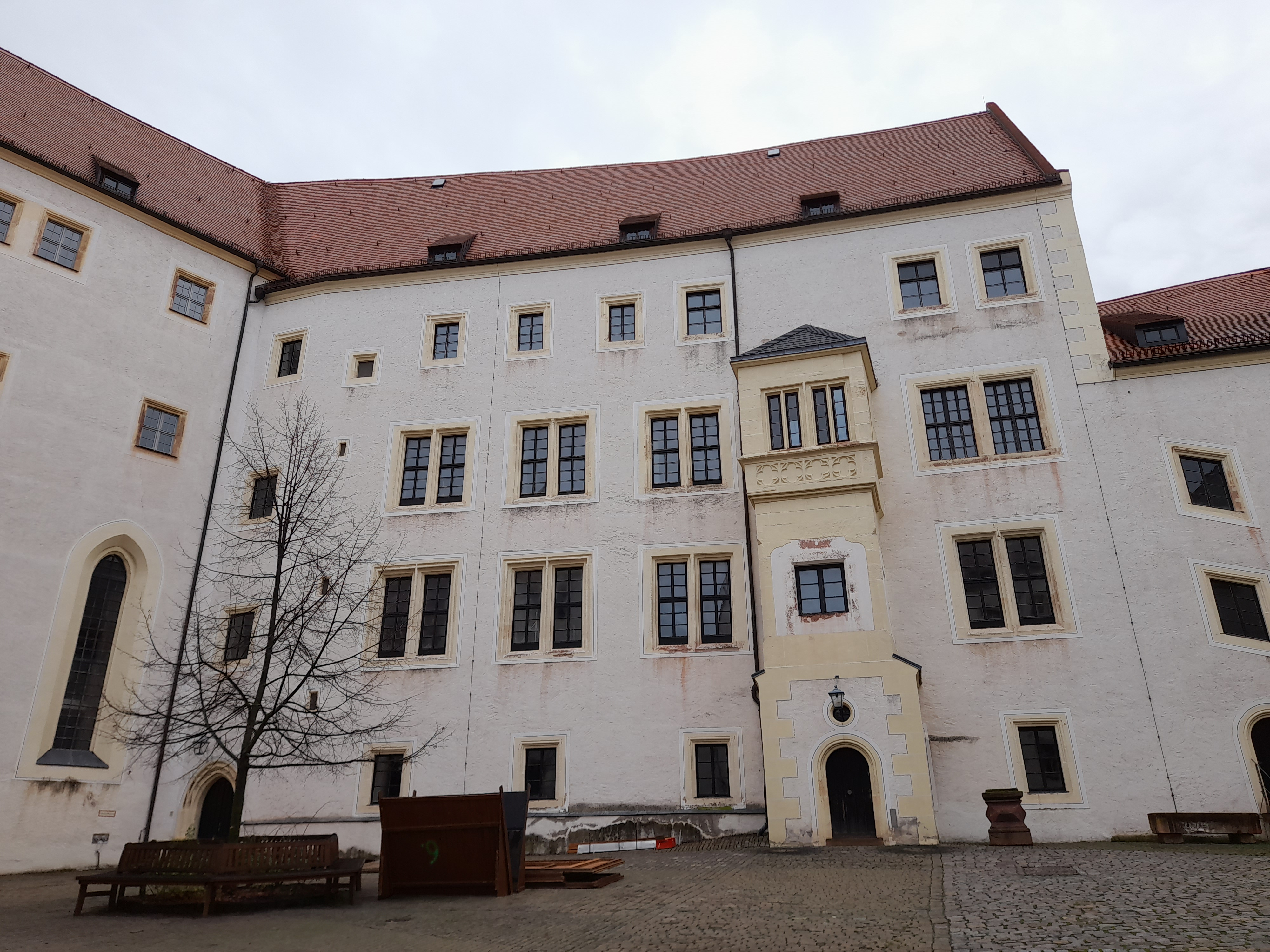
Schloss Colditz, Fürstenhaus (Hofansicht)

Das Fürstenhaus stammt in Teilen der unteren Geschosse aus der Zeit um 1460. Auch der schlanke Erker mit den dicht aneinander gefügten rechtwinkligen Fenstern und das hier noch im zweiten Obergeschoss vorhandene Kreuzrippengewölbe stammt aus dieser Epoche. Die heutige Höhe und Gestalt erhielt der Bau dann unter Kurfürst Friedrich dem Weisen um 1520, der hier im zweiten Obergeschoss seine großzügigen Wohnräume mit Blick auf den Tiergarten und den Innenhof einrichtete und durch Lucas Cranach den Älteren ausstatten ließ.
Die Treppenbrüstung direkt vor dem Schönen Gemach im zweiten Obergeschoss des südlichen Fürstenhauswendelsteins trägt ein bemerkenswertes Relief, das um 1525 gefertigt wurde. Es gehört thematisch zu einem zweiten Relief auf der Brüstung des Kellerhauswendelsteins. Beide zeigen stilisierte Frauengestalten, die auf einem Thron sitzen und in den dreifingrigen Händen ein Gefäß halten. Auf dem Rücken hat die Frauengestalt Flügel, die Füße ähneln Pflanzen. Hinter der Gestalt steht ein Soldat, der das alte Wappen der Wettiner hält. Neben der zentralen Figur sind weitere Gestalten zu sehen. Im Kellerhaus tragen zwei Knaben ein schneckenähnliches Gefäß oder Tier. Im Fürstenhaus tragen zwei Knaben etwas keulenartiges. Dort steht neben dem Relief die Inschrift aus Psalm 127,1 : NISI DOMINUS CUSTODI ERIT CIVITATEM (Wenn der Herr nicht das Haus baut, so arbeiten umsonst, die daran bauen). Form und Handwerk der Reliefs ähneln denen auf Schloss Hartenfels in Torgau und in der Albrechtsburg Meißen. Das Relief im Fürstenhaus kennzeichnet den Wohnbereich Friedrichs des Weisen ebenso wie das Relief im Kellerhaus den Wohnbereich seines Bruders, Johanns des Beständigen, anzeigt.

#### Schlosskapelle

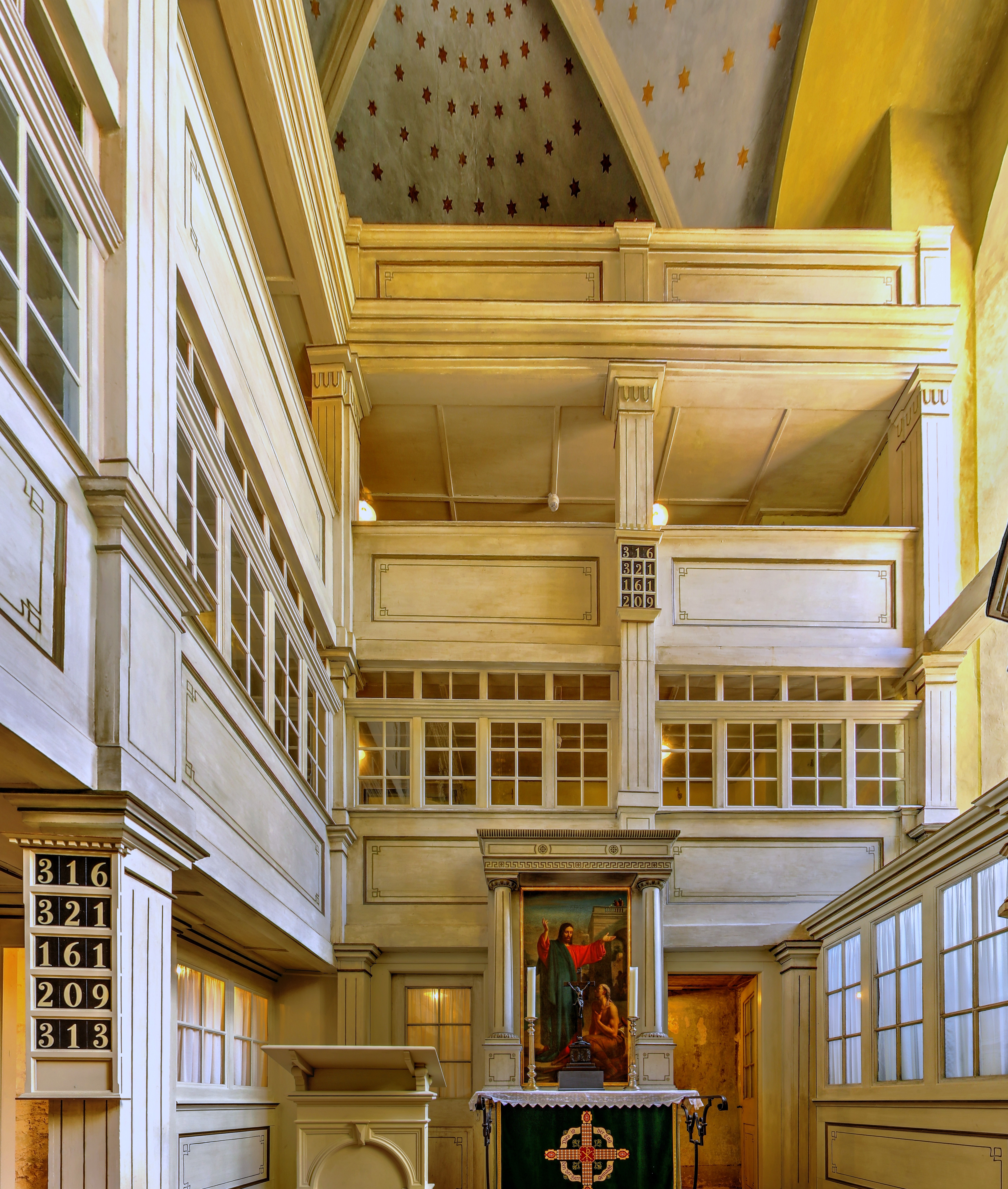
Inneres der Schlosskapelle, Blick zum Altar (Zustand Juli 2022)

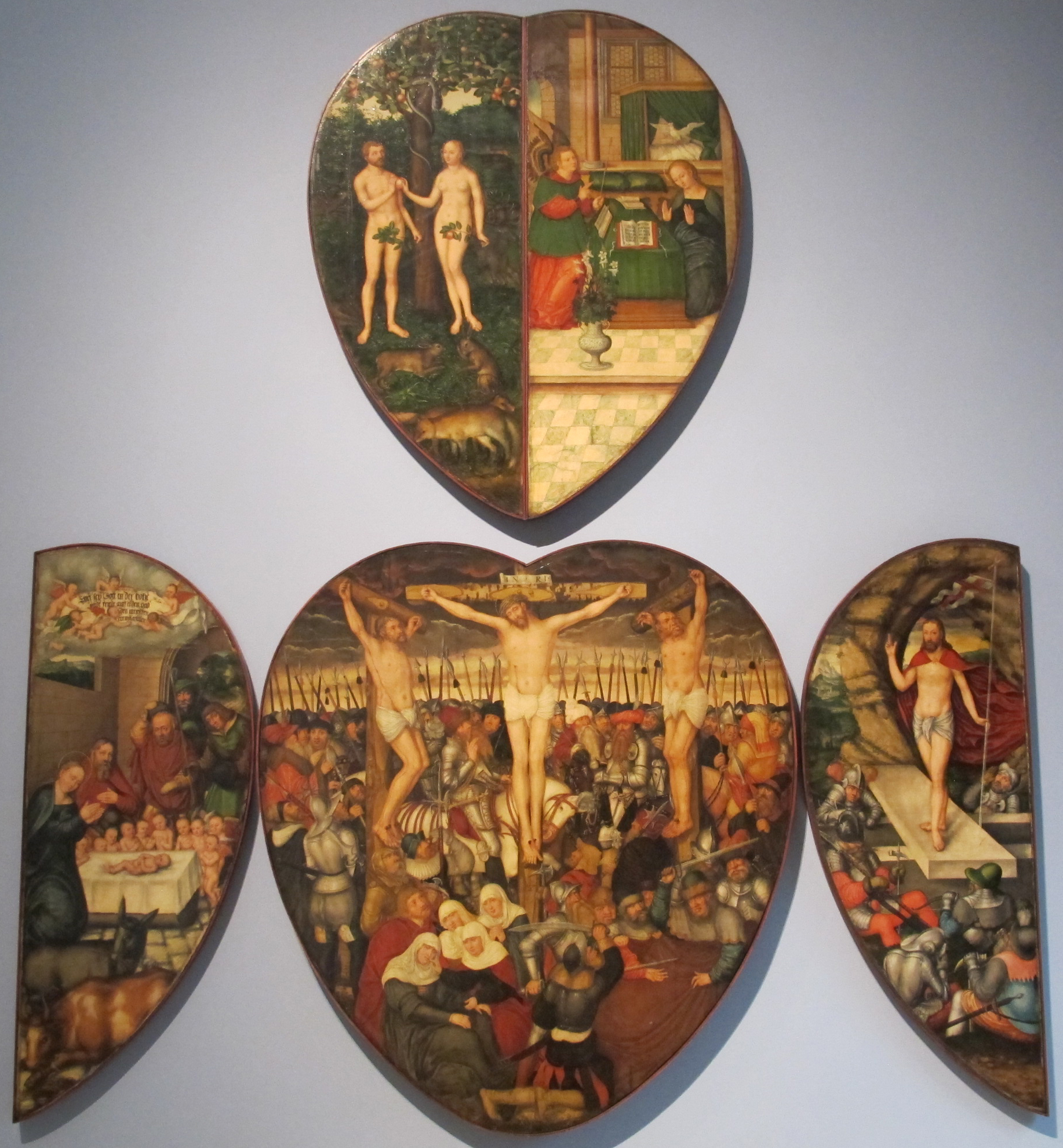
Altarbild (1584) der Schlosskapelle, heute im Germanischen Nationalmuseum Nürnberg

Der Vorgänger der Schlosskapelle war eine Marienkapelle aus dem späten 12. Jahrhundert. Um den heutigen Altar wurden im Herbst 2012 ihre romanischen Fundamente, bestehend aus Saal, Chorraum und Apsis, freigelegt. Die heute sichtbare, durch drei Geschosse durchreichende Dreifaltigkeits-Kirche war bis zur Nutzung der Anlage als Landesanstalt ein rechtwinkeliger Raum mit zwei Emporengeschossen, der mit drei Kreuzgewölbejochen überspannt war und vor 1420 gebaut wurde. Der Zugang zur Kirche erfolgt durch das Kirchentor aus Rochlitzer Porphyrtuff. Der figürliche Schmuck aus Elbsandstein wurde um 1984 entfernt. Zu sehen waren Jesus Christus und die Arma Christi. Die drei Skulpturen befinden sich derzeit in der Restaurierung. Die sie flankierenden Vogelskulpturen des Pelikans und Phönix sind in den Wendewirren um 1989 verloren gegangen. Die spätere Ausstattung des Kircheninnenraums mit drei Emporen stammte aus dem 19. Jahrhundert und richtete sich nach den Erfordernissen der Insassenzahlen der Landesanstalt.
Das für die Schlosskapelle von Lucas Cranach dem Jüngeren und Wolfgang Schreckenfuchs geschaffene Altarwerk wurde im Dreißigjährigen Krieg beschädigt, die herzförmige Mitteltafel mit der Kreuzigung Christi befindet sich heute im Germanischen Nationalmuseum Nürnberg. Für die Nutzung der Kapelle durch die Landesanstalt erhielt der Altar ein bestimmungs- und sinngemäßes Bild eines knienden Kranken vor Christus (Christus am Teich Bethesda, um 1863).

### Beamtenhaus
Das Beamtenhaus mit dem Quadertor ließ 1603 Sophie von Brandenburg als Hofapotheke bauen. Während der Nutzung als „Landesheilanstalt für unheilbar Geisteskranke“ ab 1829 bis 1933 arbeiteten und lebten die Verwaltungsbeamten in diesem Gebäude. Daneben befindet sich der oben erwähnte gotische Torbogen als Zugang zum hinteren Schloss.

### Der Wirtschaftshof

Jüngster Teil des Schlosses, heute Jugendherberge, im Juli 2022

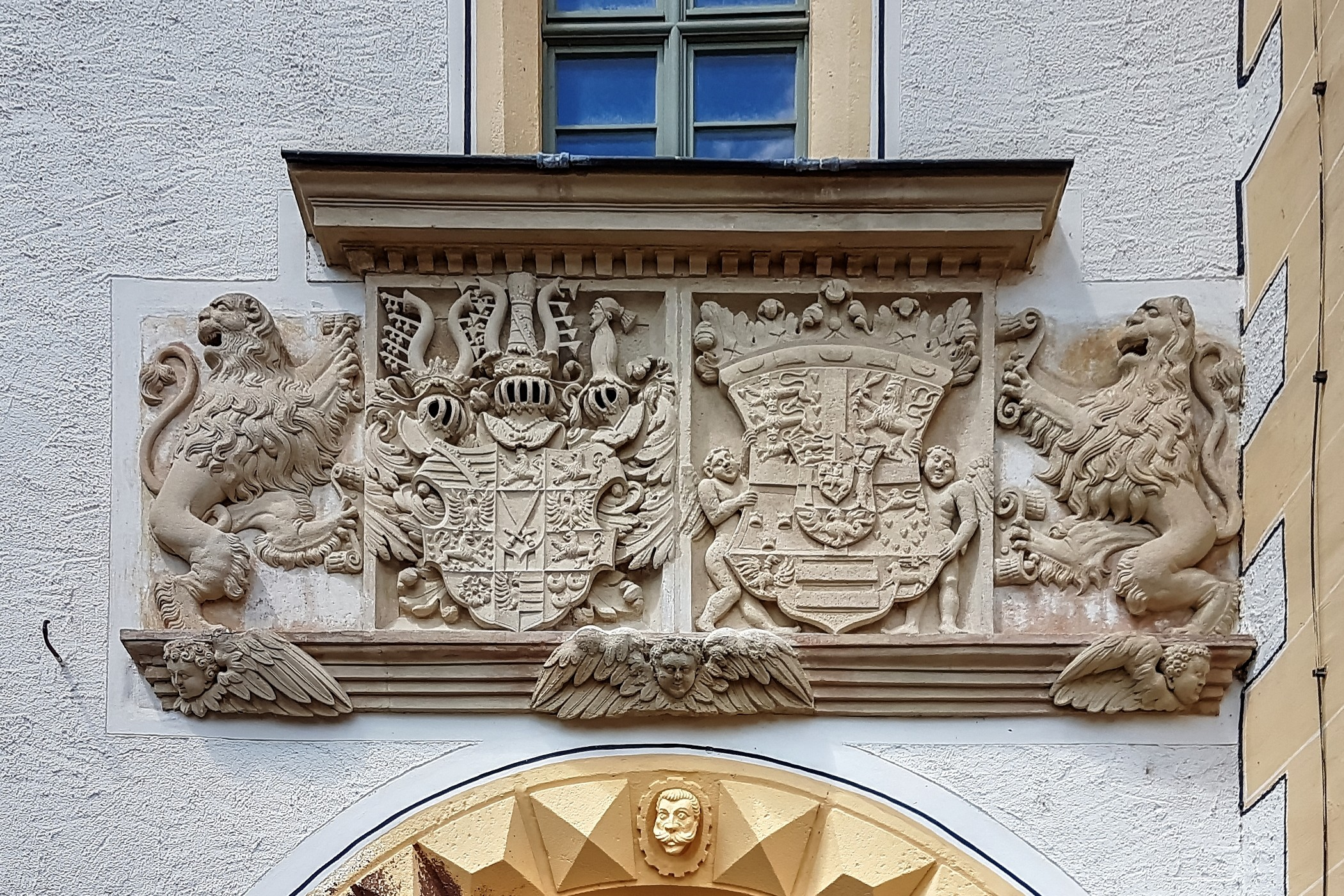
Allianzwappen am 2. Torhaus, links das kursächsische Wappen für August I. Kurfürst von Sachsen, rechts das Wappen für Anna von Dänemark

Auf dem Wirtschaftshof, der östlich mit einem heute als Jugendherberge genutzten, aus dem 19. Jahrhundert stammenden hohen Gebäude abschließt, waren ab 1523 zwei Marstallgebäude für jeweils vierzig Pferde mit mehreren Schüttböden eingerichtet. Daneben befanden sich ein Turm, der als Gefängnis und Türmerwohnung genutzt wurde und ein Graben, in dem die zur Jagd abgerichteten Hunde in Ställen untergebracht waren. Um 1630 baute man eine Pferdeschwemme aus Rochlitzer Porphyrtuff inmitten des Hofes.

### 1. Torhaus
Das stadtseitige Torhaus stammt aus dem frühen 16. Jahrhundert und besitzt einen durchbrochenen Staffelgiebel. Der Zugang zum Schloss erfolgt von hier über eine Steinbrücke, welche 1584 errichtet wurde.

### Tiergarten Colditz

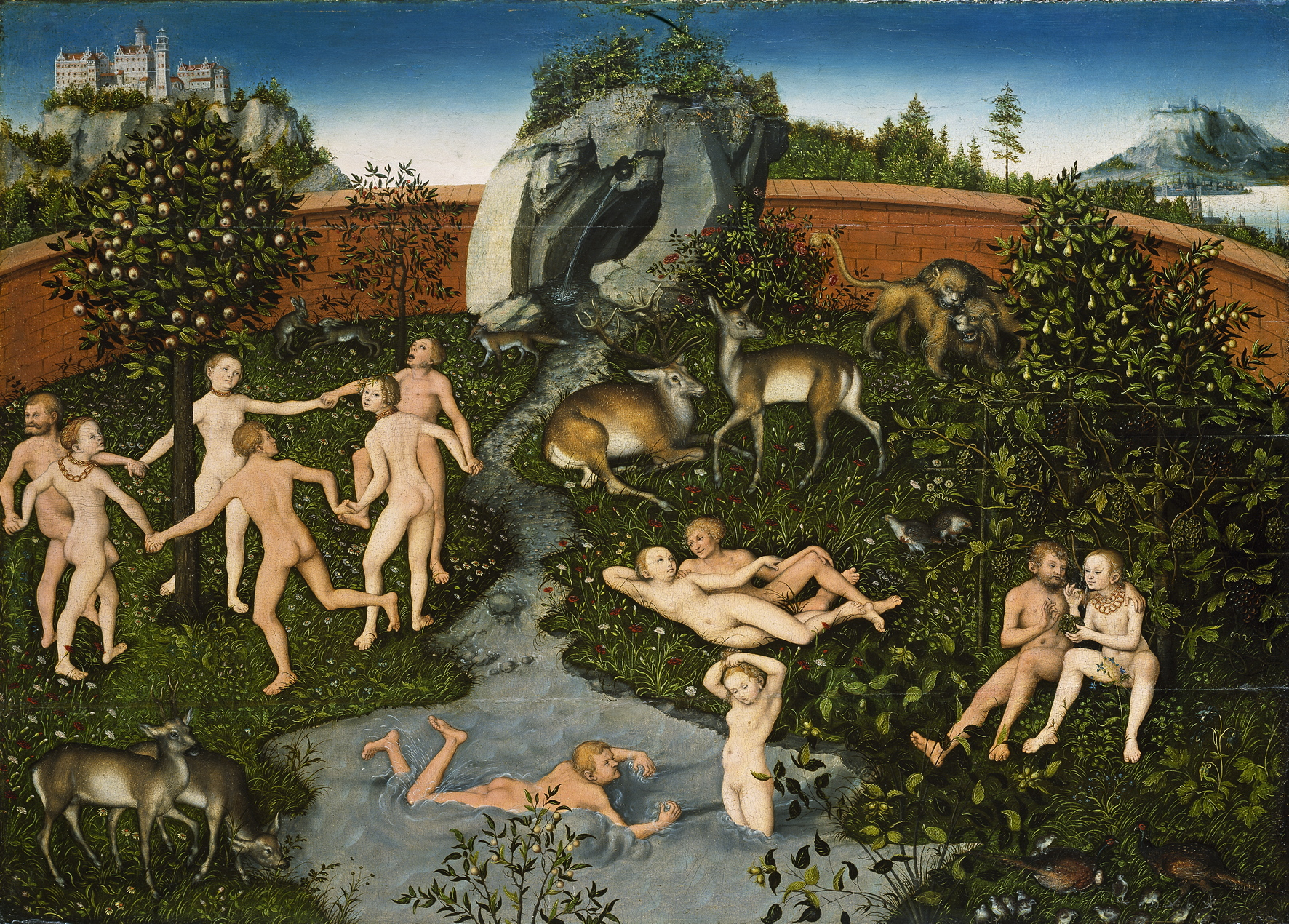
Älteste Darstellung von Schloss Colditz auf einem Gemälde von Lucas Cranach dem Älteren. Es zeigt das Schloss um 1523 mit seinen verlorenen Renaissancegiebeln

Bereits 1523 gab es einen an das Schloss Colditz angrenzenden, einen Kilometer langen umfriedeten thirgarten, er ist mit einem Dokument vom 26. August 1523 urkundlich erwähnt. Dieser Tiergarten war eine der frühesten Anlagen dieser Art in Deutschland. Kurfürst Christian I. ließ den Tiergarten 1587 und 1591 zweimal erweitern und hatte dafür Land erworben. Im Tiergarten lebten etwa 400 Dam- und Rotwildtiere, die während eingestellten Jagden vom Kurfürst und seinen Gästen geschossen wurden. 1591 begann Baumeister Hans Irmisch den Bau eines Lusthauses, das 1600 durch David Uslaub ausgestattet wurde. Dieses Lusthaus war von 20 bewirtschafteten Teichen, Wasserspielen und einem Küchengebäude umgeben. Man fing am sogenannten Vogelherd Vögel und betrieb an den Zu- und Abläufen der Teiche Krebszucht. 1624 wurde der Tiergarten unter Johann Georg I. noch einmal um ein Drittel vergrößert. Danach waren seine Abmessungen so gewaltig, dass ihn ein lokaler Pfarrer zu den sieben Wunderwerken des Landes zählte. Ab 1800 wurde der Tiergarten mit der Umnutzung des Schlosses Colditz genauso wie der Wermsdorfer Forst nach zeitgemäßen Vorgaben der königlich sächsischen Forstwirtschaft zum Staatsforst umgewandelt, was er noch heute ist. Das Lusthaus musste wenige Jahre zuvor wegen Baufälligkeit abgerissen werden.

## Geschichte

### 1046–1803
Nach der Ersterwähnung des Burgwards 1046 in der Schenkungsurkunde der Burgwarde Colditz, Rochlitz und Leisnig durch Kaiser Heinrich III. an seine Gemahlin Agnes von Poitou, beschenkte wiederum der darauf folgende Kaiser Heinrich IV. im Jahre 1084 seinen Dienstmann Wiprecht von Groitzsch mit dem Burgward, welcher die Anlage zur Burg ausbaute. Thimo I. von Colditz wurde 1158 durch Kaiser Barbarossa zum Reichsministerialien erhoben. Damit gehörte die Burg zum Reichsgut (Pleißenland). Um dem Druck der immer mächtigeren wettinischen Fürsten zu entgehen, trugen die Colditzer ihre damals noch reichsunmittelbare Herrschaft an den böhmischen König zu Lehen auf. In zwei Schritten erwarb der zielstrebige Meißner Markgraf Wilhelm der Einäugige 1396 und 1404 die Herrschaft Colditz schließlich doch und verleibte sie der wettinischen Landesherrschaft ein. In einer ersten Baukampagne der Wettiner wurde 1420 die Schlosskapelle und die darüberliegenden Etagen neu gebaut. 1429 wurde die Burg durch die Hussiten teilweise zerstört und 1464 durch Kurfürst Ernst wieder aufgebaut, welcher hier 1486 auf der Rückreise vom Reichstag zu Frankfurt am Main an den Folgen eines Jagdunfalls starb.

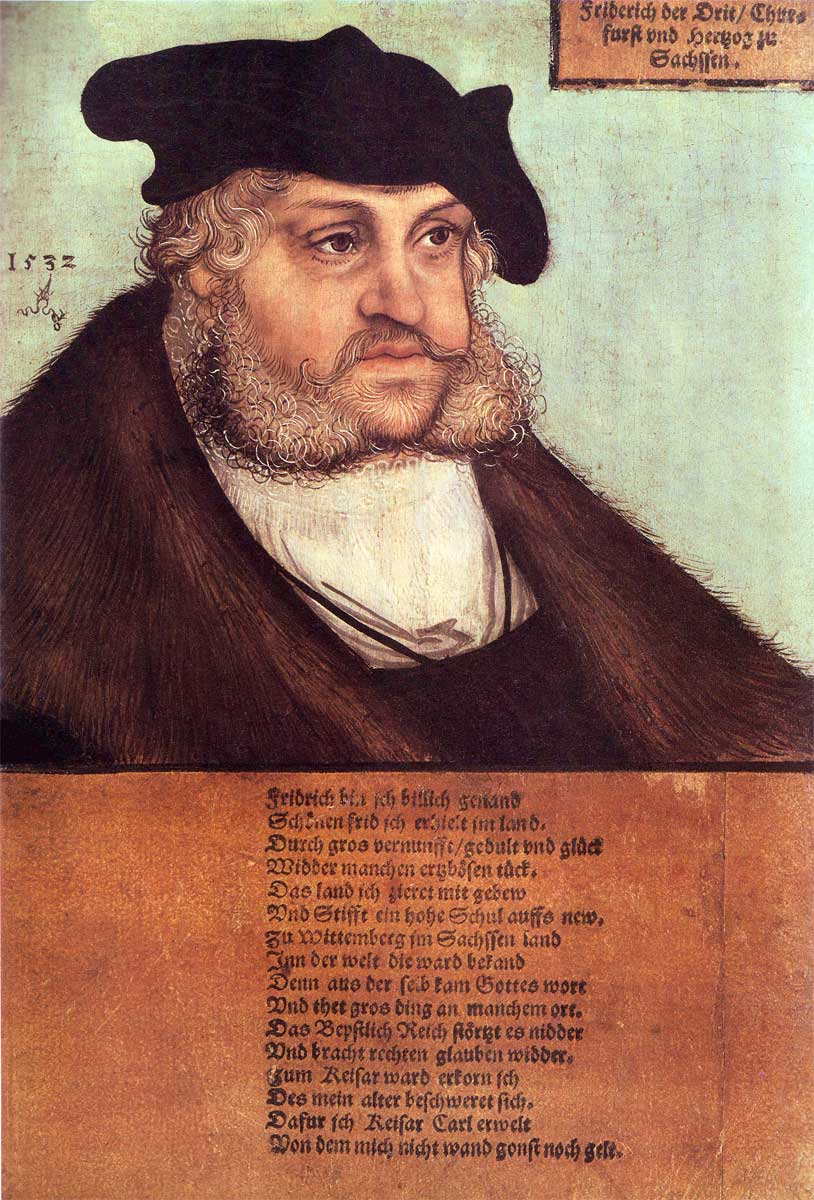
Der Bauherr Friedrich der Weise, Gemälde von Lucas Cranach dem Älteren

Seine erste Blütezeit erlebte Colditz als Jagdschloss unter dem kunstsinnigen und welterfahrenen sächsischen Kurfürsten Friedrich dem Weisen (1486–1525). Nach einem vom Bäcker Clemens Bock verursachten Stadtbrand von 1504, der weite Teile der Stadt, das Rathaus, die Kirche und das Schloss verwüstete, wurde das Schloss nach 1506 und besonders um 1520 im Stil der frühen Renaissance umgebaut, umfassend erweitert und neu ausgestattet. Der berühmte kursächsische Hofmaler Lucas Cranach der Ältere arbeitete hier.
Um 1520 wurde ein Teil des schlossnahen Waldes abgetrennt und als Tiergarten genutzt, eine hochrepräsentative und aufwändige Anlage, die mit Friedrichs Bauten um Schloss Lochau (heute Annaburg) vergleichbar war. Lucas Cranach der Ältere hat das Schloss 1523 auf seinem Gemälde Das Goldene Zeitalter als sinnreiche Hintergrundstaffage verwendet.
1566 befahl Kurfürst August weitere wohnlichere Änderungen am Schloss, da er selbst das Schloss beziehen wollte, welche aber erst 1582 begannen. 1583 war Lucas Cranach der Jüngere in Colditz, um ein vom Kurfürsten erlegtes großes Wildschwein „sechsmal abzumahlen“.

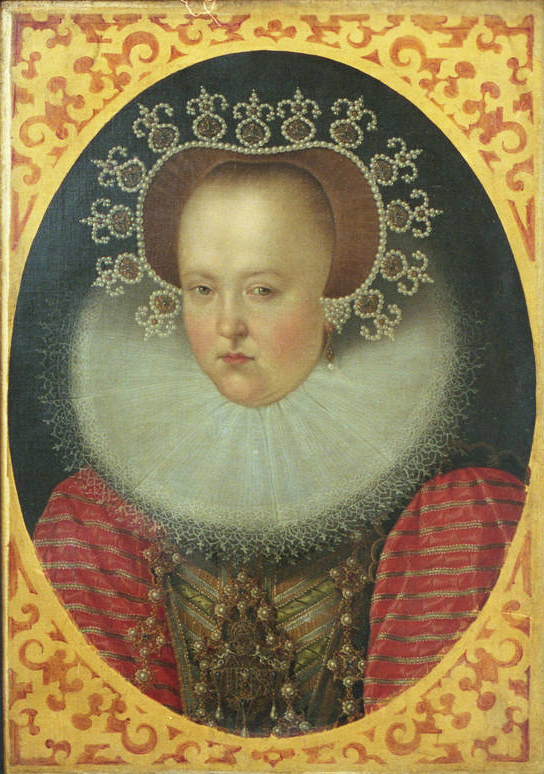
Sophie von Brandenburg um 1582

Eine zweite Blütezeit erlebte Schloss Colditz unter dem sächsischen Kurfürsten Christian I. (1586–1591) und seiner Gattin Sophie von Brandenburg (1568–1622). Zwischen 1587 und 1590 wurde der Tiergarten zweimal beträchtlich erweitert. Auch der Bereich des Zwingers direkt unterhalb der Schlossgebäude wurde zu terrassierten Lustgärten ausgebaut. Nach dem Tode ihres Gatten bezog Kurfürstin Sophie von 1602 bis etwa 1620 in Colditz ihren Witwensitz und führte die Baumaßnahmen fort. Dem Schloss im Norden gegenüber wurde ein (noch erhaltener) terrassierter Weinberg mit einer aufwändigen Treppenanlage und Grotten angelegt. 1624 erfolgte die letzte Erweiterung des Tiergartens um etwa ein Drittel nach Osten, nun bereits in der Nähe des Dorfes Zschirla.
Kurfürst August der Starke war der letzte sächsische Herrscher, der Schloss Colditz mit seiner Jagdgesellschaft besuchte. 1787 wurde das gesamte Inventar verkauft, 1800 der größte Teil des Tiergartens in einen Staatsforst umgewandelt.

### 1803–1829
1803 wurde das Schloss Arbeitshaus des Leipziger Kreises für bis zu 200 Insassen, die weitestgehend als „unbescholten“ galten, also keine eigentlichen Verbrecher, sondern Landstreicher und Bettler waren und den Randgruppen der Gesellschaft angehörten und zu Arbeitsamkeit, Zeitdisziplin und Gottesfurcht erzogen werden sollten. Elf Beamte und ein Prediger kümmerten sich um sie. 1829 fasste die Dresdner Kommission zu Besorgung der allgemeinen Straf – und Versorgungsanstalten innerhalb einer sachsenweiten Umstrukturierung der Straf- und Irrenanstalten den Beschluss, die unheilbaren Geisteskranken, welche bis dahin im ehemaligen Zucht-, Waisen- und Armenhaus Waldheim untergebracht waren, von den Strafgefangenen zu trennen und das Schloss Colditz dafür einzurichten.

### 1829–1933
1829 wurden die Arbeitshaus-Insassen ins Zucht- und Arbeitshaus Zwickau verlegt und das Schloss wurde „Landesversorgungsanstalt für unheilbar Geisteskranke“ mit bis zu 400 Patienten. Erster Leiter der Anstalt, der auch das neuartige Konzept einschließlich eines der Erholung der Insassen dienenden Gartens erarbeitet hatte, war Christian August Fürchtegott Hayner. Zu den Patienten zählten von 1871 bis zu seinem Tod 1899 Ludwig Schumann, ein Sohn Robert Schumanns, der nach zeitgenössischer Diktion tief verblödet war, sowie ein Mitarbeiter Schumanns, der Schriftsteller August Bürck, der hier 1880 starb. 1864 wurde anstelle der Stall- und Wirtschaftsgebäude des vorderen Schlosshofs ein Krankenhaus-Neubau im Stil der Neorenaissance errichtet. 1924 wurde die Landespflegeanstalt für Geisteskranke geschlossen und fünfunddreißig besonders sicherungsbedürftige Geistesschwache in die geschlossene Psychiatrie Waldheim gebracht. Aufgrund des sächsischen Wohlfahrtgesetzes von 1925 wurde ab April 1926 im Schloss Colditz, als einzige in ganz Sachsen, eine sogenannte Landeskorrektionsanstalt eingerichtet. Untergebracht waren zweiundsiebzig Korrektionäre aus der bisherigen Korrektionsanstalt Sachsenburg und zwanzig Korrektionärinnen aus der Bezirkanstalt Dresden-Leuben. Die Gesetzes-Übertretungen der Insassen bestanden aus wiederholtem Betteln bzw. Landstreicherei, aufgrund derer sie bereits mehrfach verurteilt worden waren. In Colditz stand die Maßregel mit dem Ziel, wie schon 100 Jahren zuvor zu Zeiten des Arbeitshauses, durch strenge Disziplin und Arbeitszwang Arbeitsscheue und Müßiggänger zu einer geregelten Lebensweise zu erziehen. Bis 1930 stieg die Zahl der Insassen auf 320 Personen an, die bei Umnutzung des Schlosses durch die Nationalsozialisten 1933 in die Erziehungsanstalt Bräunsdorf bei Freiberg umquartiert wurden. Prominenteste Insassin dieser Zeit war Elsa Asenijeff.

### 1933–1945

#### Frühes Konzentrationslager

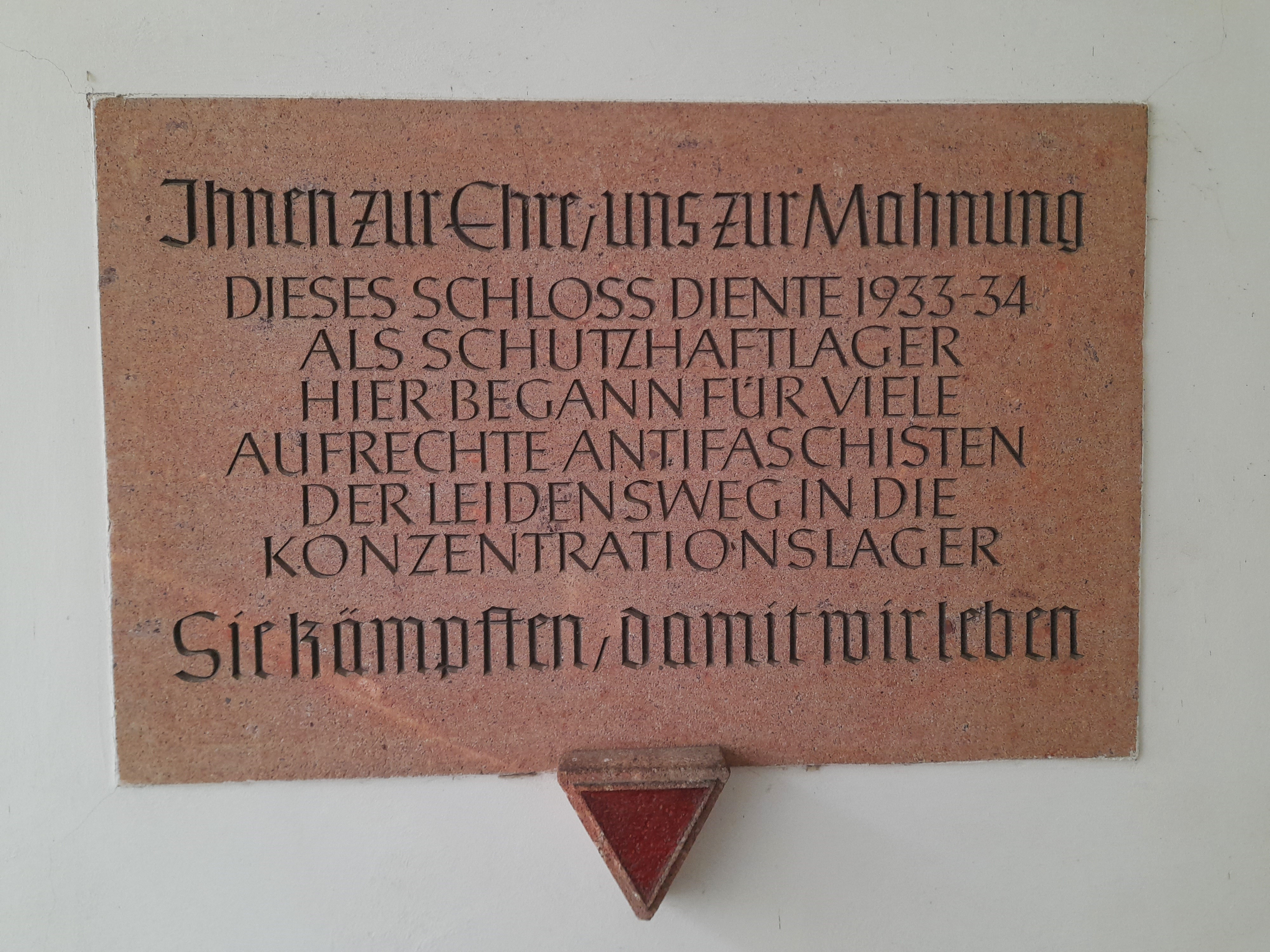
Schloss Colditz, Gedenktafel NS-Schutzhaftlager 1933/1934

Zu Beginn der Zeit des Nationalsozialismus bestand vom 21. März 1933 bis zum 18. August 1934 das KZ Colditz als Schutzhaftlager – dort waren 2.143 Systemgegner wie Bruno Apitz und Hermann Liebmann inhaftiert. Die Gefangenen waren im Keller- und Kirchenhaus untergebracht und schliefen auf Strohschütten mit zwei Decken. Die Notdurft musste in Kübeln verrichtet werden, je zwei Gefangene hatten ein Handtuch. Von 1936 bis 1937 diente das Schloss als Lager des Reichsarbeitsdienstes, beherbergte Teile des Stadtmuseums und verschiedene NSDAP-Formationen.

#### Landes-Heil- und Pflegeanstalt
Ab dem 1. Januar 1938 wurde auf dem Gelände wieder eine Landes-Heil- und Pflegeanstalt mit ca. 360 Betten eröffnet, die jedoch eher den Charakter einer reinen Pflegeanstalt besaß. Es wurden vorwiegend Dauer- und Schwerstpflegefälle aus anderen sächsischen Anstalten aufgenommen. Mehr als die Hälfte der Patienten erhielt eine sehr preiswerte, kalorisch unzureichende fett- und fleischlose „Sonderkost“, so dass die Sterblichkeit schon in der Vorkriegszeit deutlich über dem sächsischen Anstalts-Durchschnitt lag. Im Zeitraum ihres Bestehens starben bis zur Schließung am 5. Oktober 1939 insgesamt 84 Patienten, die meisten davon an Marasmus und Tuberkulose. Seit 2017 ist diesen Toten im Schloss ein Gedenkort gewidmet. Er befindet sich im Keller des Saalhauses und wurde vom Leipziger Künstler Thomas Moecker konzipiert.

#### Kriegsgefangenenlager Oflag IV C

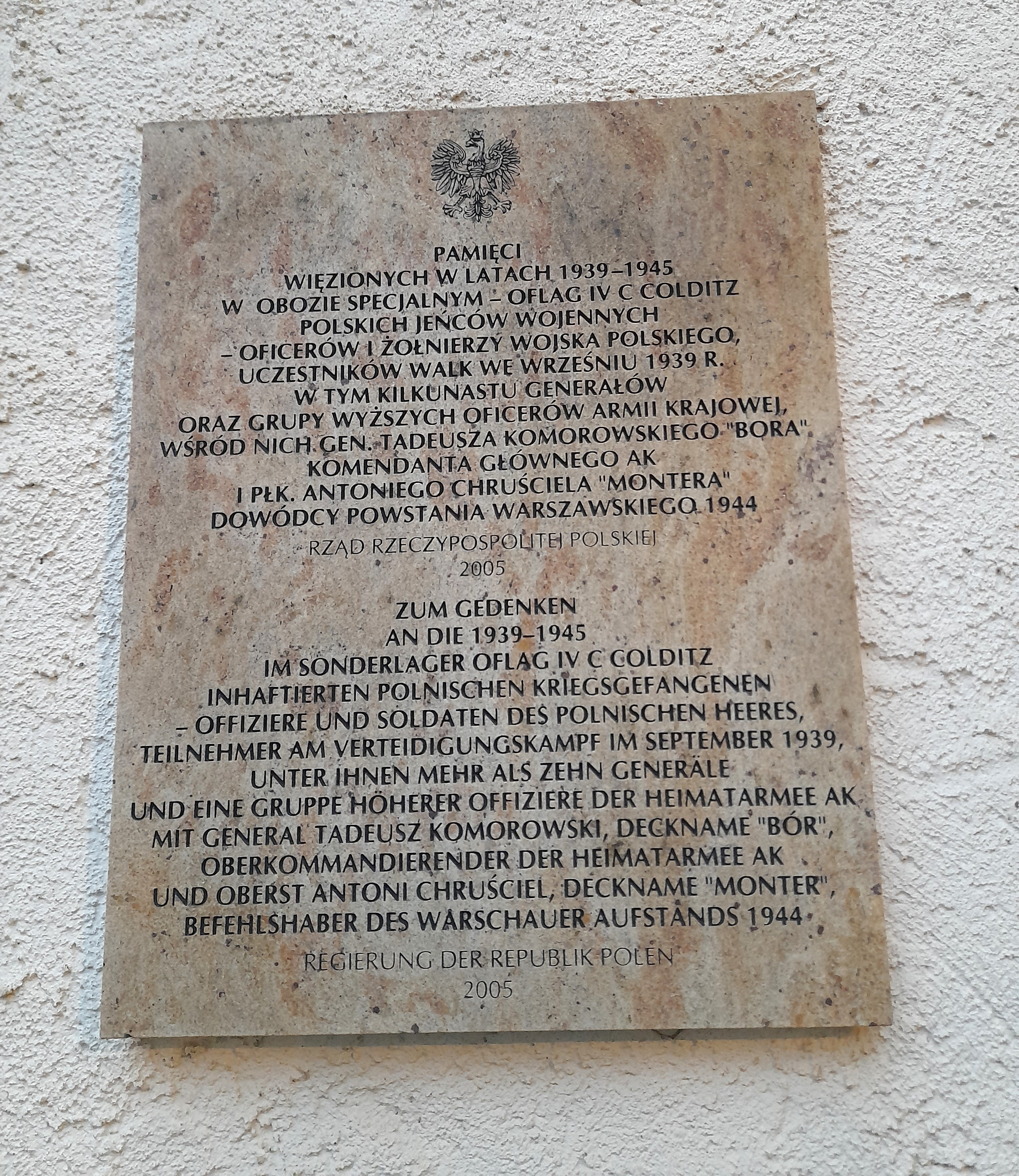
Schloss Colditz, Gedenktafel polnische Kriegsgefangene Oflag IV-C (1939 bis 1945)

Ab dem 31. Oktober 1939 wurde ein Kriegsgefangenenlager mit der Bezeichnung Oflag IV C als Sonderlager für Offiziere eingerichtet. Die Bezeichnung stammt von Offizierslager. Im äußeren Hof befand sich die Kommandantur. Die Gefangenen lebten im hinteren Hof in den ehemaligen Fürstenwohnhäusern. Außerhalb waren die flachen Terrassen von bewaffneten Posten überwacht und mit Stacheldraht gesichert. Die Gefangenen unternahmen eine Reihe von Ausbruchversuchen, über die nach dem Krieg mehrere Bücher veröffentlicht und Filme gedreht wurden und die das Colditz Castle vor allem in Großbritannien sehr bekannt machten. 80 französische Offiziere jüdischer Herkunft waren auf dem Dachboden des Kellerhauses untergebracht; etliche der anderen internierten französischen Offiziere hatten laut Überlieferung auf dieser getrennten Unterbringung bestanden. Trotz Antisemitismus und Deportation standen die jüdischen Insassen unter dem Schutz der vor Kriegsbeginn unterzeichneten Genfer Konventionen. Der jüdische, kriegsgefangene Offizier Élie de Rothschild ging am 7. Oktober 1941 seine Ferntrauung auf Schloss Colditz ein. Am 16. April 1945 eroberten US-amerikanische Soldaten das Schloss Colditz und befreiten seine Insassen.

### Ab 1945
Nach Ablösung der amerikanischen Besatzung durch die Rote Armee im Juni 1945 diente das Schloss im Oktober und November 1945 als Sammelstelle für enteignete und vertriebene Gutsbesitzer und deren Familien. Ab 1946 war im Schloss Colditz ein Krankenhaus mit internistischer Abteilung, einer Hals-Nasen-Ohren und Augenstation untergebracht, das 1996 ausgelagert wurde. Bereits zu DDR-Zeiten gab es erste Besuche der sogenannten Bad Boys, der ehemaligen Kriegsgefangenen von Schloss Colditz. Aber auch der gewöhnliche britische Tourist kam nach Colditz. Im Leipziger Stasi-Unterlagen-Archiv fanden sich Akten, die belegen, dass zum Beispiel im Sommer 1976 monatlich 50 bis 100 Briten über das DDR-Reisebüro anreisten.

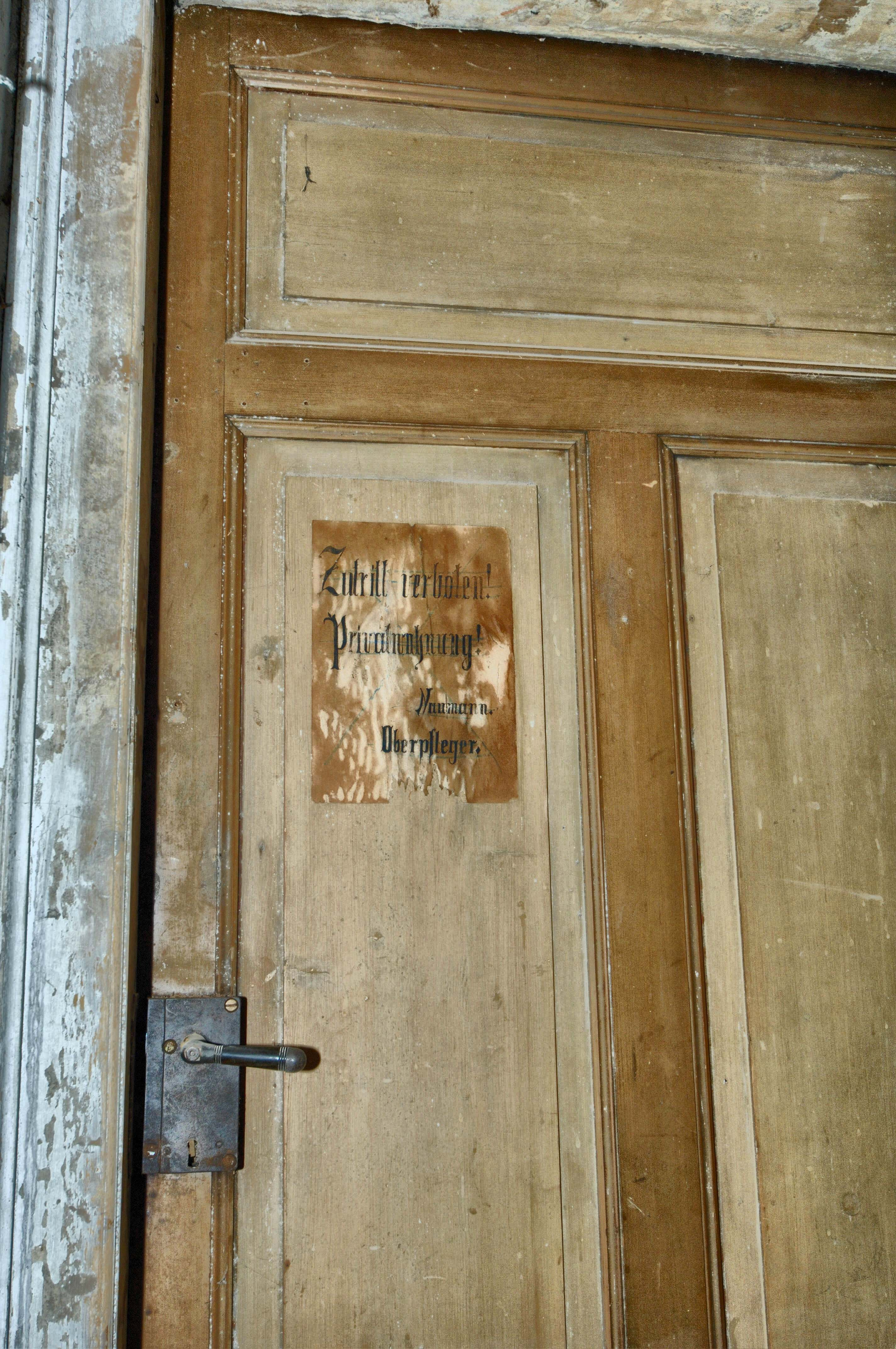
Zeugen der ehemaligen Landesanstalt
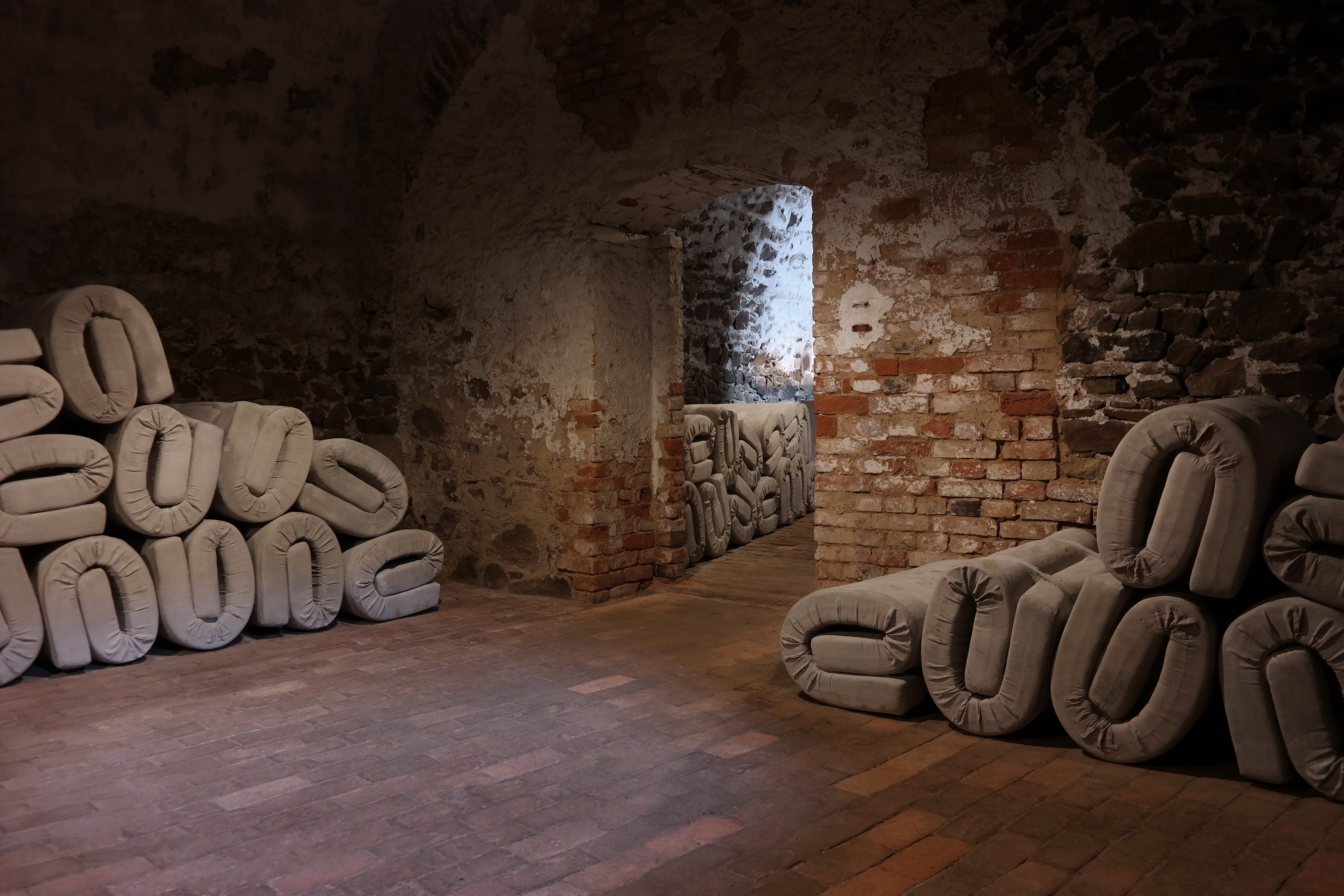
Detail der Installation für die Euthanasieopfer
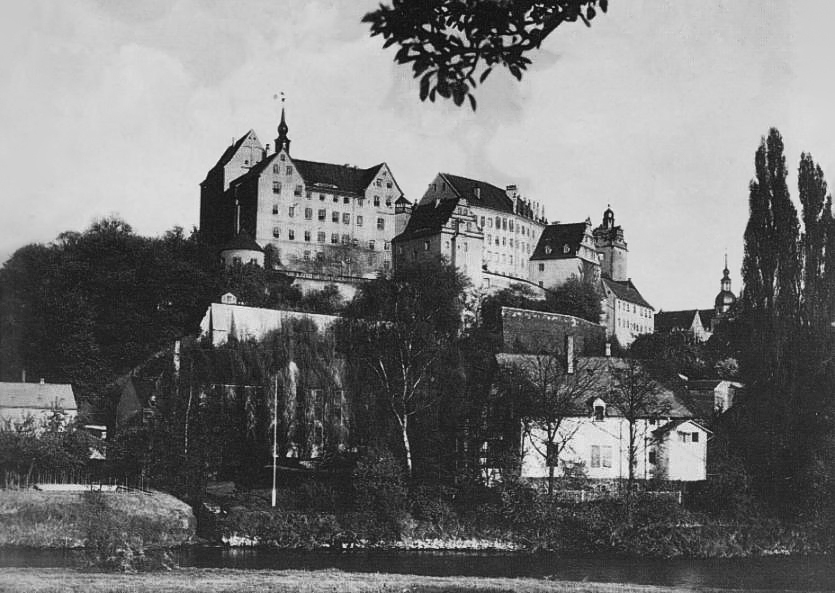
Schloss Colditz als Oflag IV, April 1945
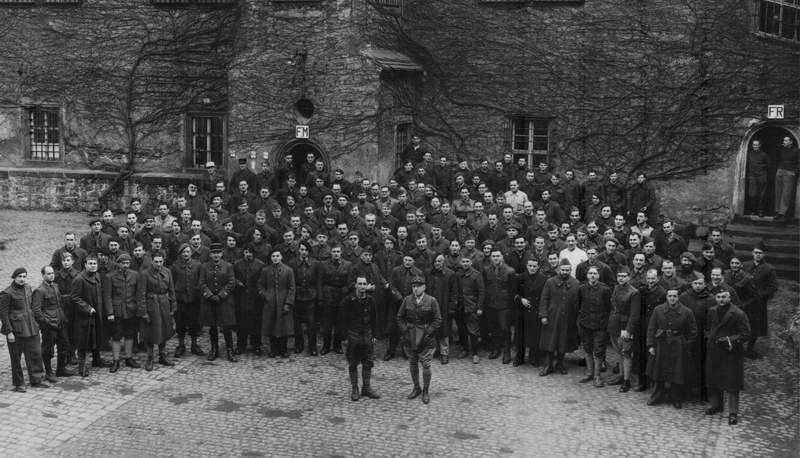
Gefangene französische Offiziere im Innenhof des Oflag IV
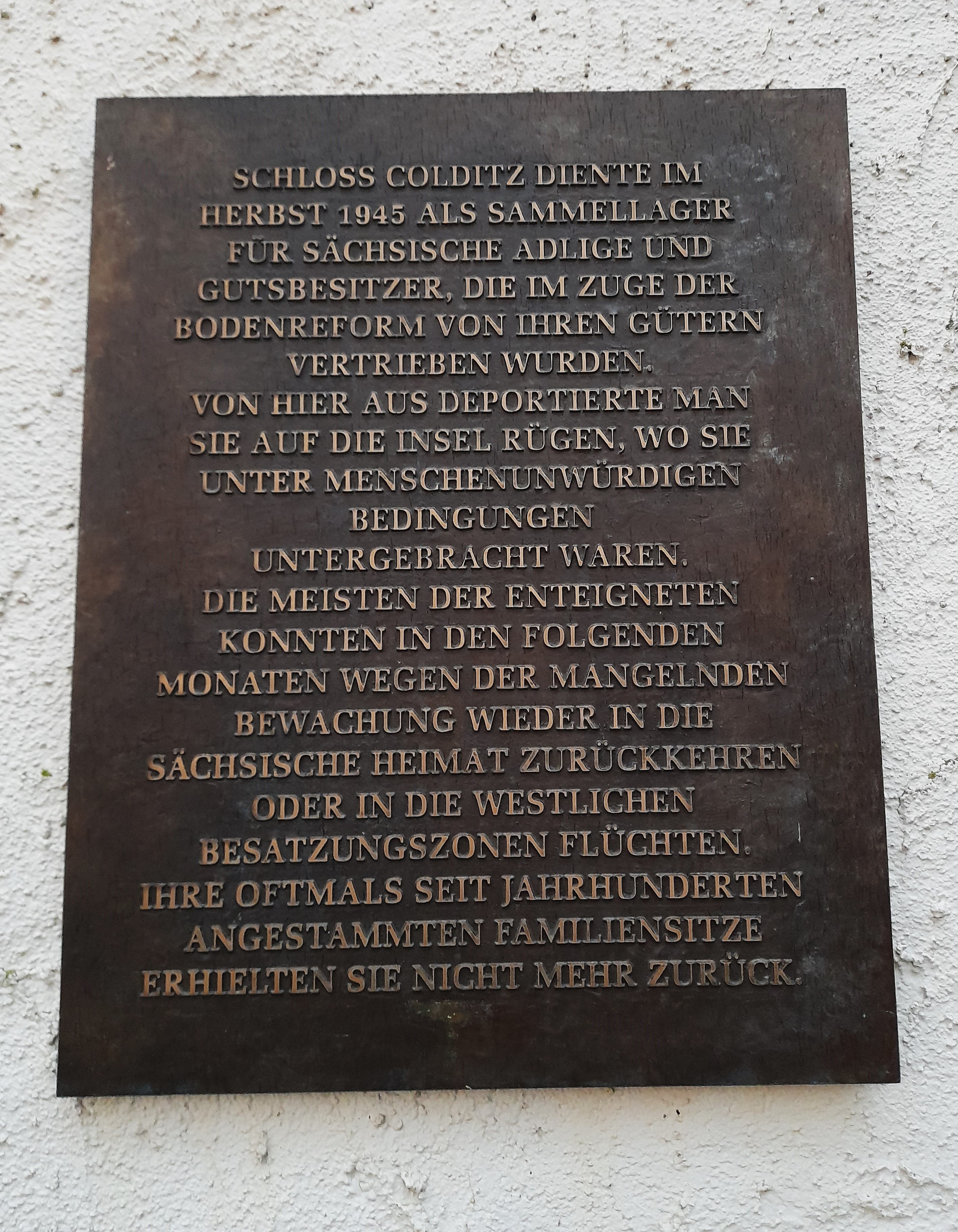
Schloss Colditz, Gedenktafel Sammellager sächsischer Adliger und Gutsbesitzer 1945
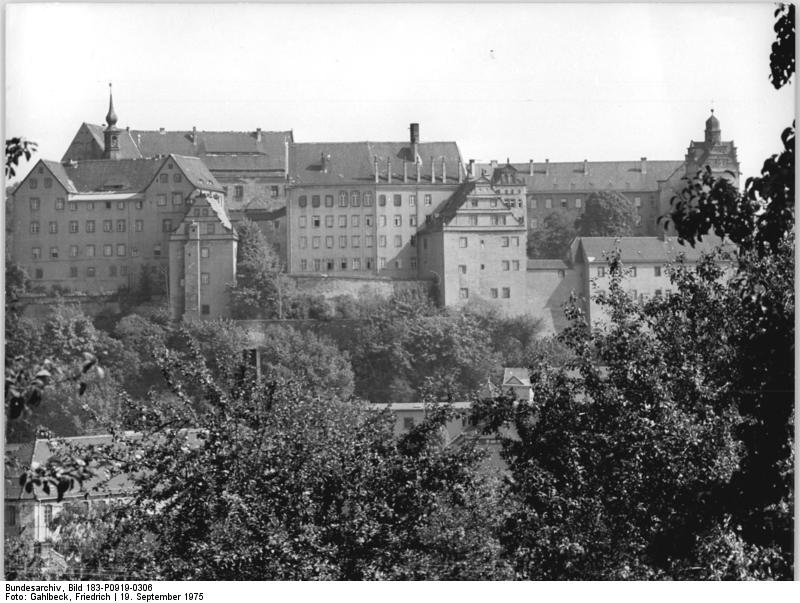
Schloss Colditz als Krankenhaus 1975

### Ab 1996
Nach 1996 fanden umfangreiche Sanierungen durch den Freistaat Sachsen statt. Seit 2003 gehört das Schloss zu den Staatlichen Schlössern, Burgen und Gärten Sachsen und beherbergt seit April 2024 ein Museum mit einer neuen Dauerausstellung zur Schlossgeschichte mit Fokus auf die Kurfürsten, das Kriegsgefangenenlager Oflag IVc, den Fluchtversuchen und der 200 Jahre währenden Anstaltsnutzung. Im April 2007 eröffnete im Schloss eine Jugendherberge und 2010 die Landesmusikakademie Sachsen. 2013 bis 2015 wurde die Schlosskapelle für knapp 2 Millionen Euro restauriert.

## Colditz Society
1991 wurde in London die Colditz Society gegründet. Damals waren noch ca. 120 ehemalige Gefangene aus England, Frankreich und Polen Mitglieder des Vereins, der sich zweimal im Jahr in London traf. Seit 2020 ist kein Veteran mehr am Leben. Für Mitglieder gibt es eine regelmäßige Publikation der Vereinigung, in der über deren Arbeit berichtet wird.

## Mediale Rezeption
Die große internationale Bekanntheit ergibt sich besonders aus dem Buch The Colditz Story des erfolgreich geflüchteten Briten Pat Reid, in dem er seine Erlebnisse später verarbeitete, sowie aus dem 2005 entstandenen Film Colditz – Flucht in die Freiheit von Stuart Orne. Durch die Darstellung von Ausbruchsversuchen in mehreren Filmen und einer Fernsehserie erlangte das Schloss speziell in England besondere Bekanntheit. Neben Filmen aus den 1950er und der TV-Serie aus den 1970er Jahren diente das Schloss auch in Teilen einer Episode der britischen TV-Serie Top Gear als Drehort. In England gibt es ein Brettspiel mit der Bezeichnung Escape from Colditz, in welchem gewitzte britische Offiziere den teutonischen Kerkermeister an der Nase herumführen und dann würfelnd aus Colditz flüchten. In dem Echtzeittaktikspiel Commandos 2: Men of Courage ist das Schloss Schauplatz einer Mission, in welcher der Spieler die von ihm gesteuerten Protagonisten aus der Haft befreien, Geheimdokumente stehlen und anschließend fliehen muss.

## Filmografie
- Die Unbeugsamen – Flucht aus Hitlers Elitegefängnis. Dokumentation, 45 Min., Buch und Regie: Michael Wulfes, Produktion: MDR, Arte, Ziegler Film GmbH, Erstsendung: 6. Dezember 2006, Inhaltsangabe (Memento vom 30. September 2007 im Internet Archive) des MDR
- Colditz – Flucht in die Freiheit. Fernsehspielfilm in zwei Teilen: 240 Min. und 185 Min., Großbritannien, Regie: Stuart Orme, Produktion: Granada Television, Erstsendung: 27. März 2005, Colditz bei IMDb
- Escape from Colditz. Dokumentation, Großbritannien, 2001 (Interviews mit ehem. Kriegsgefangenen von Schloß Colditz) Escape from Colditz bei IMDb
- Colditz. Fernsehspielfilm, 50 Min., Großbritannien, Produktion: BBC, Erstsendung: 19. Oktober 1972, Colditz bei IMDb
- Im Schatten der Zitadelle (Originaltitel: The Colditz Story) Spielfilm, 94 Min., 1955, Regie: Guy Hamilton, Produktion: Ivan Foxwell Productions Ltd., The Colditz Story bei IMDb